# Gott soll allein mein Herze haben
Gott soll allein mein Herze haben (in tedesco, "Soltanto Dio deve avere il mio cuore") BWV 169 è una cantata di Johann Sebastian Bach.

## Storia
La cantata Gott soll allein mein Herze haben venne composta da Bach a Lipsia nel 1726 e fu eseguita per la prima volta il 20 ottobre dello stesso anno in occasione della XVIII domenica dopo la Trinità. Il libretto è di Martin Lutero per il settimo movimento e di autore anonimo per i rimanenti.
Si tratta di una delle quattro cantate (le altre sono Geist und Seele wird verwirret BWV 35, Vergnügte Ruh, beliebte Seelenlust BWV 170 e Widerstehe doch der Sünde BWV 54) scritte per contralto.

## Struttura
La cantata è scritta per contralto solista, coro, oboe I e II, corno inglese I e II, violino I e II, viola, organo obbligato e basso continuo ed è suddivisa in sette movimenti:
1. Sinfonia.
2. Arioso: Gott soll allein mein Herze haben, per contralto e continuo.
3. Aria: Gott soll allein mein Herze haben, per contralto, organo obbligato e continuo.
4. Recitativo: Was ist die Liebe Gottes, per contralto e continuo.
5. Aria: Stirb in mir, per contralto e tutti.
6. Recitativo: Doch meint es auch dabei, per contralto e continuo.
7. Corale: Du süße Liebe, schenk uns deine Gunst, per tutti.

La sinfonia di apertura, derivante probabilmente da un perduto concerto per strumenti a fiato, forse oboe o oboe d'amore, venne successivamente riutilizzata dallo stesso Bach per il concerto per clavicembalo e orchestra BWV 1053, assemblato a Lipsia nel 1739.